# 笹本稜平
笹本 稜平（ささもと りょうへい）（1951年10月9日 - 2021年11月22日）は、日本の小説家。本名は非公表である。

## 略歴
千葉県生まれ。立教大学社会学部社会学科卒。出版社勤務を経て、海運分野を中心にフリーライターとして活躍。2000年、「阿由葉稜」名義で『暗号―BACK‐DOOR』を書き下ろしてデビュー。本作品は後に『ビッグブラザーを撃て！』と改題され、笹本名義で文庫化された。2001年、『時の渚』で第18回サントリーミステリー大賞と読者賞をダブル受賞。2004年には『太平洋の薔薇』で第6回大藪春彦賞を受賞。
2021年11月22日、急性心筋梗塞のため死去。70歳没。訃報は翌2022年1月14日に公表された。

## 作風
笹本名義のデビュー作『時の渚』は私立探偵を主人公にした人情ミステリーだったが、第2作の『天空への回廊』は、一転してエベレストを舞台にした正統派の冒険小説。以後、『フォックス・ストーン』、『太平洋の薔薇』、『グリズリー』、『極点飛行』などへと続く作品群で、スケールの大きい冒険・謀略小説を構築する作家として注目を集めた。
その後は、奥多摩の駐在所に勤務する元刑事を主人公に、『時の渚』に通じるペーソスを漂わせた『駐在刑事』、硬骨漢のマル暴刑事を主人公にした警察小説『不正侵入』、あるいはユーモア・ハードボイルドの『恋する組長』で新たな切り口を覗かせ、作家としての間口を広げた。『越境捜査』、『素行調査官』では、警察小説・ハードボイルドの書き手としてさらに深化した境地をみせている。また『還るべき場所』、『未踏峰』では、ヒマラヤを舞台にピュアな山岳小説で気を吐いている。
山小屋の人々を描いた連作短編集『春を背負って』が、『劒岳 点の記』の木村大作監督により映画化された。主演は松山ケンイチ。2013年4月にクランクインし、2014年6月14日に全国東宝系で公開。

## 著書

### シリーズ作品

#### 檜垣耀二シリーズ
- フォックス・ストーン（2003年5月 文藝春秋 / 2005年8月 文春文庫）
- マングースの尻尾（2006年2月 徳間書店 / 2009年4月 徳間文庫）
- サハラ（2008年4月 徳間書店 / 2011年4月 徳間文庫）

#### 越境捜査シリーズ
- 越境捜査（2007年8月 双葉社 / 2009年12月 フタバノベルス / 2010年11月 双葉文庫【上・下】 / 2020年3月 双葉文庫【新装版】）
- 挑発 越境捜査2（2010年2月 双葉社 / 2013年4月 双葉文庫）
- 破断 越境捜査3（2011年10月 双葉社 / 2014年11月 双葉文庫）
- 逆流 越境捜査（2014年3月 双葉社 / 2017年7月 双葉文庫）
- 偽装 越境捜査（2015年4月 双葉社 / 2018年11月 双葉文庫）
- 孤軍 越境捜査（2017年9月 双葉社 / 2020年12月 双葉文庫）
- 転生 越境捜査（2019年4月 双葉社 / 2022年2月 双葉文庫）
- 相剋 越境捜査（2020年10月 双葉社 / 2023年1月 双葉文庫）
- 流転 越境捜査（2022年4月 双葉社 / 2024年8月 双葉文庫）

#### 素行調査官シリーズ
- 素行調査官（2008年10月 光文社 / 2011年8月 光文社文庫）
- 白日夢 素行調査官2（2010年10月 光文社 / 2013年6月 光文社文庫）
- 漏洩 素行調査官（2012年5月 光文社 / 2015年1月 光文社文庫）
- 卑劣犯 素行調査官（2017年12月 光文社 / 2020年7月 光文社文庫）

#### 駐在刑事シリーズ
- 駐在刑事（2006年7月 講談社 / 2009年9月 講談社文庫）
- 尾根を渡る風 駐在刑事（2013年11月 講談社 / 2016年10月 講談社文庫）

#### 所轄魂シリーズ
- 所轄魂（2012年1月 徳間書店 / 2014年6月 徳間文庫）
- 失踪都市 所轄魂（2014年7月 徳間書店 / 2017年5月 徳間文庫）
- 強襲 所轄魂（2015年7月 徳間書店 / 2018年6月 徳間文庫）
- 危険領域 所轄魂（2017年6月 徳間書店 / 2019年7月 徳間文庫）
- 最終標的 所轄魂（2018年10月 徳間書店 / 2022年5月 徳間文庫）

#### 組織犯罪対策部マネロン室シリーズ
- 突破口 組織犯罪対策部マネロン室（2013年2月 幻冬舎 / 2015年10月 幻冬舎文庫）
- 引火点 組織犯罪対策部マネロン室（2018年7月 幻冬舎 / 2020年10月 幻冬舎文庫）

#### 名無しの探偵シリーズ
- 恋する組長（2007年5月 光文社 / 2010年3月 光文社文庫）
- ボス・イズ・バック（2015年10月 光文社 / 2017年12月 光文社文庫）

#### ソロシリーズ
- ソロ（2017年8月 祥伝社）
  - 【改題】ソロ ローツェ南壁（2020年4月 祥伝社文庫）
- K2 復活のソロ（2019年6月 祥伝社 / 2022年9月 祥伝社文庫）
- 希望の峰 マカルー西壁（2020年7月 祥伝社 / 2023年5月 祥伝社文庫）

### その他
- 暗号―BACK‐DOOR（2000年9月 光文社カッパ・ノベルス） - 阿由葉 稜（あゆば りょう）名義
  - 【改題】ビッグブラザーを撃て！（2003年9月 光文社文庫） - 笹本稜平名義
- 時の渚（2001年5月 文藝春秋 / 2004年4月 文春文庫）
- 天空への回廊（2002年3月 光文社 / 2004年7月 光文社文庫）
- 太平洋の薔薇（2003年8月 中央公論新社【上・下】 / 2006年3月 光文社文庫【上・下】 / 2014年2月 小学館文庫 【上・下】）
- グリズリー（2004年8月 徳間書店 / 2007年2月 徳間文庫）
- 極点飛行（2005年6月 光文社 / 2008年2月 光文社文庫）
- 不正侵入（2006年11月 光文社 / 2009年7月 光文社文庫）
- 許さざる者（2007年12月 幻冬舎）
  - 【改題】偽りの血（2010年10月 幻冬舎文庫）
- 還るべき場所（2008年6月 文藝春秋 / 2011年6月 文春文庫）
- 未踏峰（2009年10月 祥伝社 / 2012年5月 祥伝社文庫）
- 特異家出人（2010年8月 小学館 / 2014年9月 小学館文庫）
- 春を背負って（2011年5月 文藝春秋 / 2014年3月 文春文庫）
- 南極風（2012年10月 祥伝社 / 2015年5月 祥伝社文庫）
- 遺産 THE LEGACY（2013年10月 小学館 / 2016年7月 小学館文庫）
- その峰の彼方（2014年1月 文藝春秋 / 2016年12月 文春文庫）
- 分水嶺（2014年10月 祥伝社 / 2017年8月 祥伝社文庫）
- 大岩壁（2016年5月 文藝春秋 / 2019年5月 文春文庫）
- 指揮権発動（2019年1月 KADOKAWA）
- サンズイ（2019年10月 光文社 / 2022年7月 光文社文庫）
- 山岳捜査（2020年1月 小学館 / 2023年1月 小学館文庫）
- 公安狼（2020年3月 徳間書店 / 2023年1月 徳間文庫）
- アイスクライシス（2021年8月 徳間書店 / 2023年3月 徳間文庫）
- 山狩（2022年1月 光文社）

### アンソロジー
「」内が笹本稜平の作品
- ザ・ベストミステリーズ 2003 推理小説年鑑（2003年7月 講談社）「犬も歩けば」
  - 【改題・分冊】殺人の教室 ミステリー傑作選（2006年4月 講談社文庫）
- 事件を追いかけろ サプライズの花束編（2004年12月 光文社 / 2009年4月 光文社文庫）「死人の逆恨み」
- 宝石 ザ ミステリー（2011年12月 光文社）「ボス・イズ・バック」
- 宝石 ザ ミステリー2（2012年12月 光文社）「師走の怪談」
- 宝石 ザ ミステリー3（2013年12月 光文社）「任侠ビジネス」
- 宝石 ザ ミステリー2014冬（2014年12月 光文社）「ベルちゃんの憂鬱」
- サイドストーリーズ（2015年3月 角川文庫）「ゴロさんのテラス」 - 『春を背負って』番外編
- 不屈 山岳小説傑作選（2020年2月 ヤマケイ文庫）「擬似好天」

## 映像化作品

### 映画
- 春を背負って（2014年6月14日公開、配給：東宝、監督：木村大作、主演：松山ケンイチ）

### テレビドラマ
- 時の渚（2001年12月1日、テレビ朝日系、主演：渡辺徹）
- 越境捜査シリーズ（テレビ朝日系、主演：柴田恭兵）
  - 越境捜査（2008年9月11日）
  - 挑発 越境捜査2（2010年5月22日、「土曜ワイド劇場」枠）
  - 破断 越境捜査3（2011年12月22日）
- 駐在刑事シリーズ（テレビ東京系、主演：寺島進）
  - 駐在刑事（2014年4月2日、「水曜ミステリー9」枠）
  - 駐在刑事2（2015年4月15日、「水曜ミステリー9」枠）
  - 駐在刑事3（2015年9月16日、「水曜ミステリー9」枠）
  - 駐在刑事4（2016年12月14日、「水曜エンタ」枠）
  - 駐在刑事5（2017年10月13日）
  - 駐在刑事（2018年10月19日 - 12月7日、全7話、「金曜8時のドラマ」枠）
  - 駐在刑事 Season2（2020年1月24日 - 3月6日、全7話、「金曜8時のドラマ」枠）
  - 駐在刑事 SP2021（2021年5月24日、「月曜プレミア8」枠）
  - 駐在刑事 Season3（2022年1月14日 - 2月25日、全7話、「金曜8時のドラマ」枠）[21]
- 所轄魂（2015年9月20日、テレビ朝日系「日曜エンターテインメント」枠、主演：時任三郎）[22]
- 越境捜査（2020年4月20日、テレビ東京系「月曜プレミア8」枠、主演：高橋克典）[23]

## 選考委員
- 小説推理新人賞 、第33回（2010年） - 第35回（2012年）
- 南日本文学賞[24]、第38回（2009年） - 第44回（2015年）
- 船橋市文学賞「第1部 小説部門」、第23回（2011年）[25] - 第34回（2021年）[26]